# 사단조
사단조(-短調)는 사(G) 음을 으뜸음으로 하는 단음계이다.
자연단음계, 화성단음계, 가락단음계는 다음과 같다.
브라우저에서 소리 재생을 지원하지 않습니다. 오디오 파일을 다운로드할 수 있습니다.
브라우저에서 소리 재생을 지원하지 않습니다. 오디오 파일을 다운로드할 수 있습니다.
브라우저에서 소리 재생을 지원하지 않습니다. 오디오 파일을 다운로드할 수 있습니다.

## 음계의 화음 종류
- 으뜸화음 - G 단화음
- 웃으뜸화음 - A 감화음
- 가온화음 - B플랫 장화음
- 버금딸림화음 - C 단화음
- 딸림화음 - D 단화음
- 버금가온화음 - E플랫 장화음
- 이끎화음- F 장화음